# Oscarverleihung 2002
Übersicht aller ausgezeichneten Filme

◄◄ | ◄ | 1998 | 1999 | 2000 | 2001 | Oscarverleihung 2002 | 2003 | 2004 | 2005 | 2006 | ► | ►►

Weitere Ereignisse
Die Oscarverleihung 2002 fand am 24. März 2002 zum ersten Mal im Kodak Theatre in Los Angeles und an einem Sonntag statt. Es waren die 74th Annual Academy Awards. Im Jahr der Auszeichnung werden immer Filme des vergangenen Jahres ausgezeichnet, in diesem Fall also die Filme des Jahres 2001.
Die 74. Oscarverleihung stand im Zeichen der Afroamerikaner, denn zum ersten Mal in der Geschichte des Oscars gewannen Afroamerikaner beide Preise für die besten Hauptdarsteller: Denzel Washington wurde für Training Day ausgezeichnet, Halle Berry für Monster’s Ball.
Gewinnerfilm des Abends war A Beautiful Mind – Genie und Wahnsinn, der vier wichtige Oscars in den Kategorien Bester Film, Beste Regie (Ron Howard), Beste Nebendarstellerin (Jennifer Connelly) und Bestes adaptiertes Drehbuch (Akiva Goldsman) bekam.
Ebenfalls vier Oscars bekam der erste Teil von Peter Jacksons Herr-der-Ringe-Trilogie, Die Gefährten, der die Trophäe in den Kategorien Beste Musik (Howard Shore), Beste Kamera, Beste Maske und Beste Spezialeffekte abräumte.
Darüber hinaus gewannen Black Hawk Down und Moulin Rouge je zwei Oscars in den Kategorien Schnitt und Ton bzw. Ausstattung und Kostüme.
Der Preis für den besten Nebendarsteller ging an Jim Broadbent für die Darstellung in Iris, der Preis für das beste Original-Drehbuch an Julian Fellowes für das Skript von Gosford Park.
| Film                                  | N  | A |
| ------------------------------------- | -- | - |
| Der Herr der Ringe: Die Gefährten     | 13 | 4 |
| A Beautiful Mind – Genie und Wahnsinn | 8  | 4 |
| Moulin Rouge                          | 8  | 2 |
| Gosford Park                          | 7  | 1 |
| Die fabelhafte Welt der Amélie        | 5  | 0 |
| In the Bedroom                        | 5  | 0 |
| Black Hawk Down                       | 4  | 2 |
| Die Monster AG                        | 4  | 1 |
| Pearl Harbor                          | 4  | 1 |
| Harry Potter und der Stein der Weisen | 3  | 0 |
| Iris                                  | 3  | 1 |
| A.I. – Künstliche Intelligenz         | 2  | 0 |
| Ali                                   | 2  | 0 |
| Memento                               | 2  | 0 |
| Monster’s Ball                        | 2  | 1 |
| Shrek – Der tollkühne Held            | 2  | 1 |
| Training Day                          | 2  | 1 |

## Moderation
Whoopi Goldberg führte zum vierten Mal als Moderatorin durch die Oscarverleihung. Die Präsentatoren der Kandidaten sind bei den jeweiligen Kategorien weiter unten aufgeführt.

## Gewinner und Nominierungen

### Bester Film
präsentiert von Tom Hanks
A Beautiful Mind – Genie und Wahnsinn – Brian Grazer, Ron Howard
Gosford Park – Robert Altman, Bob Balaban, David Levy
Der Herr der Ringe: Die Gefährten (The Lord Of The Rings: The Fellowship Of The Ring) – Peter Jackson, Barrie M. Osborne, Fran Walsh
In the Bedroom – Graham Leader, Ross Katz, Todd Field
Moulin Rouge – Fred Baron, Martin Brown, Baz Luhrmann

### Beste Regie
präsentiert von Mel Gibson
Ron Howard – A Beautiful Mind – Genie und Wahnsinn
Robert Altman – Gosford Park
Peter Jackson – Der Herr der Ringe: Die Gefährten (The Lord Of The Rings: The Fellowship Of The Ring)
David Lynch – Mulholland Drive
Ridley Scott – Black Hawk Down

### Bester Hauptdarsteller

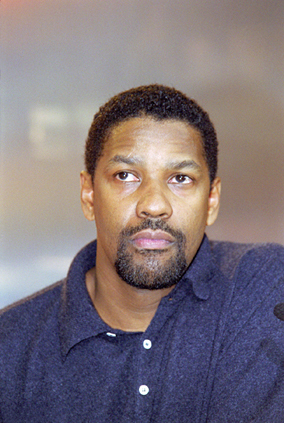
Denzel Washington

präsentiert von Julia Roberts
Denzel Washington – Training Day
Russell Crowe – A Beautiful Mind – Genie und Wahnsinn (A Beautiful Mind)
Sean Penn – Ich bin Sam (I Am Sam)
Will Smith – Ali
Tom Wilkinson – In the Bedroom

### Beste Hauptdarstellerin

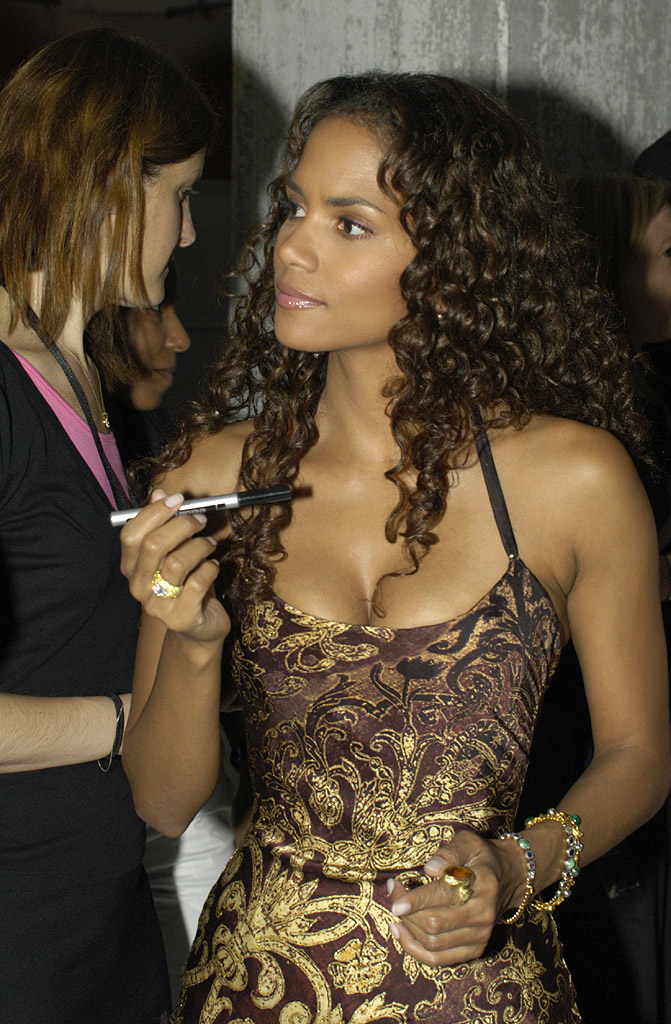
Halle Berry

präsentiert von Russell Crowe
Halle Berry – Monster’s Ball
Judi Dench – Iris
Nicole Kidman – Moulin Rouge
Sissy Spacek – In the Bedroom
Renée Zellweger – Bridget Jones – Schokolade zum Frühstück (Bridget Jones’s Diary)

### Bester Nebendarsteller
präsentiert von Marcia Gay Harden
Jim Broadbent – Iris
Ethan Hawke – Training Day
Ben Kingsley – Sexy Beast
Ian McKellen – Der Herr der Ringe: Die Gefährten (The Lord Of The Rings: The Fellowship Of The Ring)
Jon Voight – Ali

### Beste Nebendarstellerin
präsentiert von Benicio del Toro
Jennifer Connelly – A Beautiful Mind – Genie und Wahnsinn
Helen Mirren – Gosford Park
Maggie Smith – Gosford Park
Marisa Tomei – In the Bedroom
Kate Winslet – Iris

### Bestes Originaldrehbuch
präsentiert von Gwyneth Paltrow und Ethan Hawke
Julian Fellowes – Gosford Park
Milo Addica, Will Rokos – Monster’s Ball
Wes Anderson, Owen Wilson – Die Royal Tenenbaums (The Royal Tenenbaums)
Jean-Pierre Jeunet, Guillaume Laurant – Die fabelhafte Welt der Amélie (Le Fabuleux destin d’Amélie Poulain)
Christopher Nolan, Jonathan Nolan – Memento

### Bestes adaptiertes Drehbuch
präsentiert von Gwyneth Paltrow und Ethan Hawke
Akiva Goldsman – A Beautiful Mind – Genie und Wahnsinn
Philippa Boyens, Peter Jackson, Fran Walsh – Der Herr der Ringe: Die Gefährten (The Lord Of The Rings: The Fellowship Of The Ring)
Daniel Clowes, Terry Zwigoff – Ghost World
Robert Festinger, Todd Field – In the Bedroom
Terry Rossio, Roger S.H. Schulman, Joe Stillman, Ted Elliott – Shrek – Der tollkühne Held (Shrek)

### Beste Kamera
präsentiert von Jodie Foster
Andrew Lesnie – Der Herr der Ringe: Die Gefährten (The Lord Of The Rings: The Fellowship Of The Ring)
Roger Deakins – The Man Who Wasn’t There
Bruno Delbonnel – Die fabelhafte Welt der Amélie (Le Fabuleux destin d’Amélie Poulain)
Donald M. McAlpine – Moulin Rouge
Sławomir Idziak – Black Hawk Down

### Bestes Szenenbild
präsentiert von Cameron Diaz
Brigitte Broch, Catherine Martin – Moulin Rouge
Stephen Altman, Anna Pinnock – Gosford Park
Aline Bonetto, Marie-Laure Valla – Die fabelhafte Welt der Amélie (Le Fabuleux destin d’Amélie Poulain)
Stuart Craig, Stephenie McMillan – Harry Potter und der Stein der Weisen (Harry Potter And The Sorcerer’s Stone)
Dan Hennah, Grant Major – Der Herr der Ringe: Die Gefährten (The Lord Of The Rings: The Fellowship Of The Ring)

### Bestes Kostüm-Design
präsentiert von Ben Stiller und Owen Wilson
Catherine Martin, Angus Strathie – Moulin Rouge
Jenny Beavan – Gosford Park
Milena Canonero – Das Halsband der Königin (The Affaire of the Necklace)
Ngila Dickson, Richard Taylor – Der Herr der Ringe: Die Gefährten (The Lord Of The Rings: The Fellowship Of The Ring)
Judianna Makovsky – Harry Potter und der Stein der Weisen (Harry Potter And The Sorcerer’s Stone)

### Bestes Make-Up
präsentiert von Ryan Phillippe und Reese Witherspoon
Peter Owen, Richard Taylor – Der Herr der Ringe: Die Gefährten (The Lord Of The Rings: The Fellowship Of The Ring)
Colleen Callaghan, Greg Cannom – A Beautiful Mind – Genie und Wahnsinn
Aldo Signoretti, Maurizio Silvi – Moulin Rouge

### Beste Filmmusik
präsentiert von Hugh Grant
Howard Shore – Der Herr der Ringe: Die Gefährten (The Lord Of The Rings: The Fellowship Of The Ring)
James Horner – A Beautiful Mind – Genie und Wahnsinn
Randy Newman – Die Monster AG (Monsters, Inc.)
John Williams – A.I. – Künstliche Intelligenz (Artificial Intelligence: AI)
John Williams – Harry Potter und der Stein der Weisen

### Bester Song
präsentiert von Jennifer Lopez
„If I Didn’t Have You“ aus Die Monster AG (Monsters, Inc) – Randy Newman
„May It Be“ aus Der Herr der Ringe: Die Gefährten (The Lord Of The Rings: The Fellowship Of The Ring) – Enya, Nicky Ryan, Roma Ryan
„There You’ll Be“ aus Pearl Harbor – Diane Warren
„Until“ aus Kate & Leopold – Sting
„Vanilla Sky“ aus Vanilla Sky – Paul McCartney

### Bester Schnitt
präsentiert von Will Smith
Pietro Scalia – Black Hawk Down
Jill Bilcock – Moulin Rouge
Dody Dorn – Memento
John Gilbert – Der Herr der Ringe: Die Gefährten (The Lord Of The Rings: The Fellowship Of The Ring)
Daniel P. Hanley, Mike Hill – A Beautiful Mind – Genie und Wahnsinn

### Beste Tonmischung
präsentiert von Halle Berry
Michael Minkler, Chris Munro, Myron Nettinga – Black Hawk Down
Vincent Arnardi, Guillaume Leriche, Jean Umansky – Die fabelhafte Welt der Amélie (Le fabuleux destin d’Amélie Poulain)
Anna Behlmer, Andy Nelson, Roger Savage, Guntis Sics – Moulin Rouge
Christopher Boyes, Gethin Creagh, Hammond Peek, Michael Semanick – Der Herr der Ringe: Die Gefährten (The Lord Of The Rings: The Fellowship Of The Ring)
Peter J. Devlin, Kevin O’Connell, Greg P. Russell – Pearl Harbor

### Bester Tonschnitt
präsentiert von Halle Berry
Christopher Boyes, George Watters II – Pearl Harbor
Gary Rydstrom, Michael Silvers – Die Monster AG (Monsters, Inc.)

### Beste Visuelle Effekte
präsentiert von Tobey Maguire und Kirsten Dunst
Randall William Cook, Jim Rygiel, Mark Stetson, Richard Taylor – Der Herr der Ringe: Die Gefährten (The Lord Of The Rings: The Fellowship Of The Ring)
Eric Brevig, John Frazier, Edward Hirsh, Ben Snow – Pearl Harbor
Scott Farrar, Michael Lantieri, Dennis Muren, Stan Winston – A.I. – Künstliche Intelligenz (Artificial Intelligence: AI)

### Bester Animationsfilm
präsentiert von Nathan Lane
Shrek – Der tollkühne Held (Shrek) – Aron Warner
Jimmy Neutron – Der mutige Erfinder (Jimmy Neutron: Boy Genius) – John A. Davis, Steve Oedekerk
Die Monster AG (Monsters, Inc.) – Pete Docter, Andrew Stanton

### Bester Dokumentarfilm (Langform)
präsentiert von Samuel L. Jackson
Ein Mörder nach Maß (Un coupable idéal) – Jean-Xavier de Lestrade, Denis Poncet
Asphaltkinder in Bukarest (Children Underground) – Edet Belzberg
Hass und Hoffnung – Kinder im Nahostkonflikt (Promises) – B. Z. Goldberg, Justine Shapiro
Lalee’s Kin: The Legacy of Cotton – Deborah Dickson, Susan Froemke
War Photographer – Christian Frei

### Bester Dokumentarfilm (Kurzfilm)
präsentiert von Samuel L. Jackson
Thoth – Lynn Appelle, Sarah Kernochan
Artists and Orphans: A True Drama – Lianne Klapper-McNally
Sing! – Freida Lee Mock, Jessica Sanders

### Bester Kurzfilm (Animiert)
präsentiert von Naomi Watts und Hugh Jackman
Der Vogelschreck (For the Birds) – Ralph Eggleston
Fifty Percent Grey – Seamus Byrne, Ruairí Robinson
Geschenk des Himmels (Strange Invaders) – Cordell Barker
Give Up Yer Aul Sins – Cathal Gaffney, Darragh O’Connell
Stubble Trouble – Joseph E. Merideth

### Bester Kurzfilm (Live Action)
präsentiert von Naomi Watts und Hugh Jackman
Der Buchhalter (The Accountant) – Lisa Blount, Ray McKinnon
Copy Shop – Virgil Widrich
Gregors größte Erfindung – Johannes Kiefer
Männersache (Meska sprawa) – Sławomir Fabicki, Bogumił Godfrejów
Speed for Thespians – Kalman Apple, Shameela Bakhsh

### Bester Fremdsprachiger Film
präsentiert von Sharon Stone und John Travolta
No Man’s Land (Ničija zemlja), Bosnien und Herzegowina – Danis Tanović
Elling, Norwegen – Petter Næss
Die fabelhafte Welt der Amélie (Le Fabuleux destin d’Amélie Poulain), Frankreich – Jean-Pierre Jeunet
Lagaan – Es war einmal in Indien (Lagaan-Once upon a Time in India), Indien – Ashutosh Gowariker
Der Sohn der Braut (El Hijo de la novia), Argentinien – Juan José Campanella

## Ehren-Oscars

### Honorary Award
präsentiert von Denzel Washington und Walter Mirisch
- Sidney Poitier

präsentiert von Barbra Streisand
- Robert Redford

### Jean Hersholt Humanitarian Award
präsentiert von Ryan O’Neal und Ali MacGraw
- Arthur Hiller

### John A. Bonner-Medaille
präsentiert von Charlize Theron
- Ray Feeney

### Academy Award of Commendation
präsentiert von Charlize Theron
- Rune Ericson
- American Society of Cinematographers